# 沼澤鱷
沼澤鱷，又稱澤鱷、印度鱷，是一種中型鱷魚，可長達4米。沼澤鱷有兩個亞種：指名亞種及錫蘭亞種。

## 分佈
沼澤鱷的兩個亞種分佈如下：
- 指名亞種：伊朗東南部向東經巴基斯坦、印度、尼泊爾至不丹及孟加拉。分佈地與恆河鱷相似，但親緣關係及生活習性與古巴鱷相近。
- 錫蘭亞種：斯里蘭卡低窪地及平原。

除了沼澤之外，沼澤鱷也會棲息於河流、水庫、池塘等濕地，並喜愛在不到5米深的淺水區域。

## 習性
沼澤鱷的食物很廣泛，從昆蟲、魚類、青蛙、蛇、水鳥至哺乳動物不等，也會襲擊野牛，有時更於人類的漁網裏捉魚。襲擊人類紀錄不多，但2006年伊朗曾有小孩被沼澤鱷咬死。4米以上的澤鱷有和老虎抗衡的能力，甚至在深水殺過老虎。
由於沼澤鱷平均身形較小，因此容易成為河口鱷、老虎及亞洲獅等猛獸的獵物。有一只名叫玛琪莉的雌性孟加拉虎於旱季時花费一个多小时捕杀一條体长3.6米的成年沼澤鱷，被英國一個電視台成功拍攝到，在捕杀鱷魚时崩掉了一顆犬齒。
繁殖方面，為了吸引雌性，雄性沼澤鱷會於水面上把口關閉，發出洪亮的回音。雌鱷一般會一年生一窩蛋，孵化期約2個月。